# Bricy
Bricy är en kommun i departementet Loiret i regionen Centre-Val de Loire strax norr Frankrikes mitt. Kommunen ligger i kantonen Patay som tillhör arrondissementet Orléans. År 2022 hade Bricy 542 invånare.

## Befolkningsutveckling
Antalet invånare i kommunen Bricy
| Referens: INSEE |